# Połączenie lig AFL i NFL
Połączenie lig AFL i NFL – połączenie od 1 stycznia 1970 w jedną organizację dwóch największych wówczas zawodowych lig futbolu amerykańskiego, działających w Stanach Zjednoczonych: National Football League (NFL) i American Football League (AFL), które ogłoszono 8 czerwca 1966 w Nowym Jorku. Fuzja wynikała z narastającej rywalizacji pomiędzy obiema ligami i obaw władz starszej z nich – NFL (założonej w 1920 r.) przed rozmachem działania - działającej od 1960 r. - AFL. Organizacje połączyły się, zachowując nazwę i logo National Football League, a nowe rozgrywki stały się jedną z najpopularniejszych i najmocniejszych ekonomicznie sportowych lig w USA.